# David (Bernini)
David je marmorna skulptura Giana Lorenza Berninija v naravni velikosti. Skulptura je bila ena od mnogih naročil za okrasitev vile Berninijevega pokrovitelja kardinala Scipiona Borgheseja – kjer še danes prebiva, kot del galerije Borghese. Dokončana je bila v sedmih mesecih med letoma 1623 in 1624.
Predmet dela je svetopisemski David, ki naj bi vrgel kamen, ki je podrl Golijata, kar mu je omogočilo, da mu je odsekal glavo. V primerjavi s prejšnjimi deli na isto temo (zlasti Michelangelov David) je kip odprl novo pot v impliciranem gibanju in psihološki intenzivnosti.

## Ozadje
Med letoma 1618 in 1625 je imel Bernini različna kiparska naročila za vilo enega od svojih pokroviteljev, kardinala Scipiona Borgheseja. Leta 1623 - star šele 24 let - je delal na skulpturi Apolon in Dafne, ko je iz neznanih razlogov opustil ta projekt, da bi začel delati na Davidu. Glede na podatke o plačilih je Bernini s skulpturo začel sredi leta 1623, njegov sodobni biograf Filippo Baldinucci pa trdi, da jo je končal v sedmih mesecih.
David je bil zadnje naročilo Scipiona Borgheseja za Berninija. Še preden je bil končan, je bil Berninijev prijatelj in zaščitnik Maffeo Barberini izvoljen za papeža kot papež Urban VIII. 

## Predmet
Skulptura prikazuje prizor iz 1. Samuelove knjige v Stari zavezi. Izraelci so v vojni s Filistejci, katerih prvak Goljat je izzval izraelsko vojsko, naj konflikt reši z enim samim bojem. Mladi pastir David je pravkar sprejel izziv in bo kmalu ubil Golijata s kamnom iz zanke:
»Ko se je Filistejec vzdignil in prihajal bliže proti Davidu, je David hitro stekel k bojni vrsti proti Filistejcu. Segel je s svojo roko v torbo, vzel iz nje kamen, ga zalučal ter zadel Filistejca v čelo. Kamen se mu je zaril v čelo in padel je z obrazom na zemljo.« 1 Sam 17,48-49
Davidova oblačila so značilna pastirska oblačila. Ob njegovih nogah leži oklep izraelskega kralja Savla, ki ga je Davidu dal za boj. Oklep je odložil, saj ga David ni bil vajen in se je lahko bolje boril brez njega. (1 Sam 17,39) Ob njegovih nogah je njegova harfa, ki je pogosto vključen kot Davidov ikonografski predmet v zvezi z Davidom Psalmistom in nadarjenim harfistom.(1 Sam 16,23)

## Vpliv
Svetopisemski David je bil med renesančnimi umetniki priljubljena tema in so ga obravnavali kiparji, kot so Donatello (okoli 1440), Andrea del Verrocchio (1473-1475) in Michelangelo (1501-1504). Berninijev David se je, čeprav se je ukvarjal s temi deli, v nekaterih pogledih razlikoval od njih.
Kot prvo skulptura ni samo stoječa, ampak komunicira s prostorom okoli sebe. Šele od skulptur helenističnega obdobja, kot je krilata Samotraška Nike, v njihovi okolici niso bile vključene skulpture, kot so Berninijeve. Verjeten vir za Berninijevo podobo je bil helenistični Borgheški gladiator. Gibanje gladiatorja, ki se pripravlja na napad, je podobno kot David niha s svojo zanko. Druga razlika je v trenutku, kise ga je Bernini odločil upodobiti. Michelangelov David se razlikuje od Donatella in Verrocchia po tem, da prikazuje Davida, ki se pripravlja na bitko, namesto da bi bil poznejši zmagovalec. Bernini pa se je odločil upodobiti Davida ko vrže kamen. To je predstavljalo novost; metanje figur je bilo v poantičnih skulpturah izjemno redko. Motiv gibanja je res obstajal v slikarstvu, en primer pa bila freska Annibale Carraccija o kiklopu Polifemu, ki je vrgel kamen. Bernini je verjetno poznal Carraccijevega Polifema; ne le, da ga je bilo mogoče najti v galeriji Galleria Farnese v Rimu, temveč je bil Carracci slikar, ki ga je Bernini uvrščal na četrto mesto med največjimi doslej. 
Bernini je bil morda seznanjen tudi s pisanjem Leonarda da Vincija na to temo. Da Vinci se v svojem Traktatu o slikanju natančno ukvarja z vprašanjem, kako upodabljati metanje. Možno je, da je Bernini to teorijo uporabil za svojega Davida:
 »Če ga predstavljate, da začne z gibom, bo notranja stran iztegnjene noge v enaki smeri prsnega koša in bo čez stopalo, na katerem sloni njegova teža, prinesla nasprotno ramo. Se pravi: desna noga bo pod njegovo težo, levo ramo pa nad vrhom desne noge.« — Leonardo da Vinci, Treatise on Painting, 
Še en potencialni kandidat za navdih za Berninijevega Davida je proslavljeni Mironov Metalec diska (Discobolus) iz 5. stoletja pred našim štetjem. Vendar je težava te teorije v tem, da je bil Discobolus v začetku 17. stoletja znan le iz literarnih virov; trupi kopij, ki so preživele, so bili pravilno identificirani šele leta 1781. Tako Kvintilijan kot Lukijan sta pisala o kipu, toda opis je bil, da se oseba razteza ali upogiba, namesto da bi bila v metu.

## Slog in kompozicija
Barok je opazil pomembne spremembe v kiparski umetnosti; Bernini je bil v ospredju tega. Kipi renesančnih mojstrov so bili strogo frontalni in so gledalcu narekovali, naj si ga ogleda z ene in samo ene strani. Berninijev David je tridimenzionalno delo, ki potrebuje prostor okoli sebe in izziva gledalca, da se sprehodi okoli njega, da bi lahko razmišljal o njegovi spreminjajoči se naravi, odvisno od kota, iz katerega je viden. Skulptura se nanaša na nevidno entiteto - v obliki Goliiata, predmeta Davidove agresije - pa tudi na gledalca, ujetega sredi konflikta. Bojevnik celo dobesedno prekorači meje med življenjem in umetnostjo, postavi svoje prste čez rob podstavka. Konvencije časa in prostora so bile izpodbijane. Namesto mirne stalnosti, na primer Michelangelovega Davida, se je Bernini odločil zajeti delček časa med neprekinjenim gibanjem. Tako je latentna energija, ki prežema Michelangelovega Davida, tu v procesu sproščanja.
Na čustveni ravni so bile Berninijeve skulpture revolucionarne za raziskovanje različnih ekstremnih duševnih stanj, kot je tukaj jeza. Davidov obraz, ki se namršči in grize spodnjo ustnico, je zvit v koncentrirani agresiji. Baldinucci v Gianovem sinu pripoveduje anekdoto, kako bi Barberini držal ogledalo pred Berninijevim obrazom, da bi umetnik lahko skulpturo modeliral po sebi. To priča o Berninijevih delovnih metodah, pa tudi o tesnem odnosu, ki ga je imel s prihodnjim papežem.
Poleg poskusov realizma je David sledil tudi sodobnim konvencijam o tem, kako naj bo upodobljen vojaški lik. Kot je že predlagal Albrecht Dürer, je bil vir bellicosus – 'vojaški človek' - najbolje zastopan v precej ekstremnih razmerjih razmerja med glavo in telesom 1:10. Poleg tega ima bojevnik facies leonina ali obraz leva, za katerega je značilno umikajoče se čelo, štrleče obrvi in ukrivljen nos (David naj bi pozneje postal 'Judovski lev').